# Deuxième district congressionnel du Texas
Le 2e district congressionnel du Texas se trouve dans la partie sud-est de l'État du Texas. Il englobe des parties du nord et de l'est du Comté de Harris et du sud du Comté de Montgomery, au Texas.
De 2002 à 2012, il s'étendait de la banlieue nord de Houston à l'est du Comté de Harris et au sud-est du Texas jusqu'à la frontière de la Louisiane. Au recensement de 2000, le 2e district représentait 651 619 personnes. La configuration du district date du redécoupage du Texas en 2003, lorsque la majeure partie de l'ancien 9e district a été divisée entre trois districts voisins. Le Représentant Démocrate sortant du 9e district, Nick Lampson, pour quatre mandats, a été renversé par le Républicain Ted Poe, juge de longue date du tribunal pénal du Comté de Harris. En novembre 2017, Poe a annoncé qu'il se retirerait du Congrès à la fin de son mandat actuel et n'a pas cherché à être réélu en 2018,. Dan Crenshaw a été élu le 6 novembre 2018 et est actuellement membre du Congrès.

## Redécoupage de 2012
Le processus de redécoupage de 2012 a radicalement changé le district. Beaumont, qui faisait partie du 2e et de ses prédécesseurs depuis plus d'un siècle, a été supprimé avec tout le Comté de Jefferson. Tout le Comté de Liberty a également été supprimé, plaçant entièrement le district dans le Comté de Harris. Le district comprend désormais Kingwood, Humble et Atascocita dans le nord-est du Comté de Harris, puis fait une boucle autour du nord et de l'ouest de Houston avant de se diriger vers le centre de la ville en suivant à peu près l'Interstate 10. Le district traverse ensuite Memorial Park avant de tourner vers le sud et de capturer les fortements Démocrate Montrose, Rice University et certaines parties de Braeswood.

## Historique de vote
| Année | Poste      | Résultats              |
| ----- | ---------- | ---------------------- |
| 2000  | Président  | Bush 63,0 % – 37,0 %   |
| 2004  | Président  | Bush 63,0 % – 36,0 %   |
| 2008  | Président  | McCain 60,0 %– 40,0 %  |
| 2012  | Président  | Romney 63,0 % – 36,0 % |
| 2016  | Président  | Trump 52,0 % – 43,0 %  |
| 2018  | Sénat      | Cruz 50,0 % – 49,0 %   |
| 2018  | Gouverneur | Abbott 56,0 % – 43,0 % |
| 2020  | Président  | Trump 50,0 % – 49,0 %  |

## Liste des Représentants du district
| Membre                               | Parti                      | Années                          | Congrès     | Histoire électorale | Zone géographique |
| ------------------------------------ | -------------------------- | ------------------------------- | ----------- | --- | --- |
| District établit le 29 décembre 1845 |                            |                                 |             | | |
| Vacant                               | Vacant                     | 29 décembre 1845 - 30 mars 1846 | 29e         | | 1845–1849 Bexar, Milam, Robertson, Travis, Brazos, Montgomery, Washington, Bastrop, Gonzales, Fayette, Austin, Harris, Colorado, Fort Bend, Brazoria, Galveston, Goliad, Jackson, Victoria, Refugio, San Patricio |
| Timothy Pilsbury (en)                | Démocrate                  | 30 mars 1846 - 3 mars 1846      | 29e , 30e   | Élu en 1846. Réélu en 1846. Perd sa réélection. | 1845–1849 Bexar, Milam, Robertson, Travis, Brazos, Montgomery, Washington, Bastrop, Gonzales, Fayette, Austin, Harris, Colorado, Fort Bend, Brazoria, Galveston, Goliad, Jackson, Victoria, Refugio, San Patricio |
| Volney E. Howard (en)                | Démocrate                  | 4 mars 1849 - 3 mars 1853       | 31e , 32e   | Élu en 1849. Réélu en 1851. Perd sa réélection. | 1849–1859 El Paso, Presidio, Bexar, Mclennan, Navarro, Tarrant, Ellis, Bell, Freestone, Limestone, Falls, Travis, Gillespie, Leon, Robertson, Milam, Williamson, Hays, Comal, Medina, Uvalde, Kinney, Burleson, Brazos, Grimes, Walker, Montgomery, Washington, Bastrop, Caldwell, Guadalupe, Harris, Austin, Galveston, Brazoria, Matagorda, Wharton, Colorado, Fayette, Gonzales, De Witt, Lavaca, Jackson, Calhoun, Victoria, Goliad, Refugio, San Patricio, Nueces, Webb, Starr, Cameron |
| Peter H. Bell (en)                   | Démocrate                  | 4 mars 1853 - 3 mars 1857       | 33e , 34e   | Élu en 1853. Réélu en 1855. Perd sa réélection. | 1849–1859 El Paso, Presidio, Bexar, Mclennan, Navarro, Tarrant, Ellis, Bell, Freestone, Limestone, Falls, Travis, Gillespie, Leon, Robertson, Milam, Williamson, Hays, Comal, Medina, Uvalde, Kinney, Burleson, Brazos, Grimes, Walker, Montgomery, Washington, Bastrop, Caldwell, Guadalupe, Harris, Austin, Galveston, Brazoria, Matagorda, Wharton, Colorado, Fayette, Gonzales, De Witt, Lavaca, Jackson, Calhoun, Victoria, Goliad, Refugio, San Patricio, Nueces, Webb, Starr, Cameron |
| Guy M. Bryan (en)                    | Démocrate                  | 4 mars 1857 - 3 mars 1859       | 35e         | Élu en 1857. Retrait. | 1849–1859 El Paso, Presidio, Bexar, Mclennan, Navarro, Tarrant, Ellis, Bell, Freestone, Limestone, Falls, Travis, Gillespie, Leon, Robertson, Milam, Williamson, Hays, Comal, Medina, Uvalde, Kinney, Burleson, Brazos, Grimes, Walker, Montgomery, Washington, Bastrop, Caldwell, Guadalupe, Harris, Austin, Galveston, Brazoria, Matagorda, Wharton, Colorado, Fayette, Gonzales, De Witt, Lavaca, Jackson, Calhoun, Victoria, Goliad, Refugio, San Patricio, Nueces, Webb, Starr, Cameron |
| Andrew J. Hamilton (en)              | Démocrate Indépendant (en) | 4 mars 1859 - 3 mars 1861       | 36e         | Élu en 1859. Retrait. | 1859–1861 Bexar, Milam, Robertson, Travis, Brazos, Montgomery, Washington, Bastrop, Gonzales, Fayette, Austin, Harris, Colorado, Fort Bend, Brazoria, Galveston, Goliad, Jackson, Victoria, Refugio, San Patricio |
| District inactif                     | District inactif           | 3 mars 1861 - 31 mars 1870      | 37e - 41e   | Guerre de Sécession et Reconstruction | Guerre de Sécession et Reconstruction |
| John C. Conner (en)                  | Démocrate                  | 31 mars 1870 - 3 mars 1873      | 41e , 42e   | Élu en 1871. Retrait pour raisons de santé. | 1870–1875 Bexar, Milam, Robertson, Travis, Brazos, Montgomery, Washington, Bastrop, Gonzales, Fayette, Austin, Harris, Colorado, Fort Bend, Brazoria, Galveston, Goliad, Jackson, Victoria, Refugio, San Patricio |
| William P. McLean (en)               | Démocrate                  | 4 mars 1873 - 3 mars 1875       | 43e         | Élu en 1872. Retrait. | 1870–1875 Bexar, Milam, Robertson, Travis, Brazos, Montgomery, Washington, Bastrop, Gonzales, Fayette, Austin, Harris, Colorado, Fort Bend, Brazoria, Galveston, Goliad, Jackson, Victoria, Refugio, San Patricio |
| David B. Culberson (en)              | Démocrate                  | 4 mars 1875 - 3 mars 1878       | 44e - 46e   | Élu en 1874. Réélu en 1876. Réélu en 1878. | 1875–1881 Fannin, Lamar, Delta, Red River, Bowie, Hunt, Rains, Hopkins, Titus, Cass, Wood, Upshur, Marion, Van Zandt, Gregg, Harrison |
| David B. Culberson (en)              | Démocrate                  | 4 mars 1881 - 3 mars 1883       | 47e         | Réélu en 1878. Réélu en 1880. Redécoupage vers le 4e district. | 1881–1893 Henderson, Anderson, Freestone, Cherokee, Robertson, Leon, Houston, Nacogdoches, San Augustine, Sabine |
| John Henninger Reagan                | Démocrate                  | 4 mars 1883 - 3 mars 1887       | 48e , 49e   | Redécoupage depuis le 1er district. Réélu en 1882. Réélu en 1884. Réélu en 1886, mais démissionne lorsqu'élu Sénateur des États-Unis.                                                      | 1881–1893 Henderson, Anderson, Freestone, Cherokee, Robertson, Leon, Houston, Nacogdoches, San Augustine, Sabine |
| Vacant                               | Vacant                     | 4 mars 1887 - 4 novembre 1887   | 50e         | | 1881–1893 Henderson, Anderson, Freestone, Cherokee, Robertson, Leon, Houston, Nacogdoches, San Augustine, Sabine |
| William H. Martin (en)               | Démocrate                  | 4 novembre 1887 - 3 mars 1891   | 50e , 51e   | Élu pour terminer le mandat de Reagan. Réélu en 1888. | 1881–1893 Henderson, Anderson, Freestone, Cherokee, Robertson, Leon, Houston, Nacogdoches, San Augustine, Sabine |
| John Benjamin Long (en)              | Démocrate                  | 4 mars 1891 - 3 mars 1893       | 52e         | Élu en 1890. | 1881–1893 Henderson, Anderson, Freestone, Cherokee, Robertson, Leon, Houston, Nacogdoches, San Augustine, Sabine |
| Samuel B. Cooper (en)                | Démocrate                  | 4 mars 1893 - 3 mars 1905       | 53e - 58e   | Élu en 1892. Réélu en 1894. Réélu en 1896. Réélu en 1898. Réélu en 1900. Réélu en 1902. Perd sa réélection.                                                                                | 1893–1905 Harrison, Panola, Shelby, Anderson, Cherokee, Nacogdoches, Houston, San Augustine, Sabine, Polk, Tyler, Jasper, Newton, San Jacinto, Liberty, Hardin, Orange, Jefferson |
| Moses L. Broocks (en)                | Démocrate                  | 4 mars 1905 - 3 mars 1907       | 59e         | Élu en 1904. | 1905–1907 |
| Samuel B. Cooper (en)                | Démocrate                  | 4 mars 1907 - 3 mars 1909       | 60e         | Élu en 1906. Perd sa réélection. | 1907–1909 |
| Martin Dies Sr. (en)                 | Démocrate                  | 4 mars 1909 - 3 mars 1919       | 61e - 65e   | Élu en 1908. Réélu en 1910. Réélu en 1912. Réélu en 1914. Réélu en 1916. | 1909–1919 |
| John C. Box (en)                     | Démocrate                  | 4 mars 1919 - 3 mars 1931       | 66e - 71e   | Élu en 1918. Réélu en 1920. Réélu en 1922. Réélu en 1924. Réélu en 1926. Réélu en 1928. | 1919–1931 |
| Martin Dies Jr.                      | Démocrate                  | 4 mars 1931 - 3 janvier 1945    | 72e - 78e   | Élu en 1930. Réélu en 1932. Réélu en 1934. Réélu en 1936. Réélu en 1938. Réélu en 1940. Réélu en 1942. Retrait.                                                                            | 1931–1945 |
| Jesse M. Combs (en)                  | Démocrate                  | 3 janvier 1945 - 3 janvier 1953 | 79e - 82e   | Élu en 1944. Réélu en 1946. Réélu en 1948. Réélu en 1950. | 1945–1953 |
| Jack Brooks (en)                     | Démocrate                  | 3 janvier 1953 - 3 janvier 1967 | 83e - 89e   | Élu en 1952. Réélu en 1954. Réélu en 1956. Réélu en 1958. Réélu en 1960. Réélu en 1962. Réélu en 1964. Redécoupage vers le 9e district.                                                    | 1953–1967 |
| John Dowdy (en)                      | Démocrate                  | 3 janvier 1967 - 3 janvier 1973 | 90e - 92e   | Redécoupage depuis le 7e district et réélu en 1966. Réélu en 1968. Réélu en 1970. Retrait.                                                                                                 | 1967–1973 |
| Charles Wilson                       | Démocrate                  | 3 janvier 1973 - 3 janvier 1997 | 93e - 104e  | Élu en 1972. Réélu en 1974. Réélu en 1976. Réélu en 1978. Réélu en 1980. Réélu en 1982. Réélu en 1984. Réélu en 1986. Réélu en 1988. Réélu en 1990. Réélu en 1992. Réélu en 1994. Retrait. | 1973–1997 |
| Jim Turner                           | Démocrate                  | 3 janvier 1997 - 3 janvier 2005 | 105e - 108e | Élu en 1996. Réélu en 1998. Réélu en 2000. Réélu en 2002. Redécoupage vers le 8e district et retrait.                                                                                      | 1997–2005 |
| Ted Poe                              | Républicain                | 3 janvier 2005 - 3 janvier 2019 | 109e - 115e | Élu en 2004. Réélu en 2006. Réélu en 2008. Réélu en 2010. Réélu en 2012. Réélu en 2014. Réélu en 2016. Retrait.                                                                            | 2005–2007 |
| Ted Poe                              | Républicain                | 3 janvier 2005 - 3 janvier 2019 | 109e - 115e | Élu en 2004. Réélu en 2006. Réélu en 2008. Réélu en 2010. Réélu en 2012. Réélu en 2014. Réélu en 2016. Retrait.                                                                            | 2007–2013 |
| Ted Poe                              | Républicain                | 3 janvier 2005 - 3 janvier 2019 | 109e - 115e | Élu en 2004. Réélu en 2006. Réélu en 2008. Réélu en 2010. Réélu en 2012. Réélu en 2014. Réélu en 2016. Retrait.                                                                            | 2013–2023 Harris (en partie) |
| Dan Crenshaw                         | Républicain                | 3 janvier 2019 - Présent        | 116e - 118e | Élu en 2018. Réélu en 2020. Réélu en 2022. Réélu en 2024. | |
| Dan Crenshaw                         | Républicain                | 3 janvier 2019 - Présent        | 116e - 118e | Élu en 2018. Réélu en 2020. Réélu en 2022. Réélu en 2024. | 2023–present Harris (en partie), Montgomery (en partie) |

## Résultats des récentes élections

### 2004
| Élection de 2004 du 2e district congressionnel du Texas | Élection de 2004 du 2e district congressionnel du Texas | Élection de 2004 du 2e district congressionnel du Texas | Élection de 2004 du 2e district congressionnel du Texas | Élection de 2004 du 2e district congressionnel du Texas |
| ------------------------------------------------------- | ------------------------------------------------------- | ------------------------------------------------------- | ------------------------------------------------------- | ------------------------------------------------------- |
| Parti                                                   | Parti                                                   | Candidat                                                | Votes                                                   | %                                                       |
|                                                         | Républicain                                             | Ted Poe                                                 | 139 951                                                 | 55,5                                                    |
|                                                         | Démocrate                                               | Nick Lampson                                            | 108 156                                                 | 42,9                                                    |
|                                                         | Libertarien                                             | Sandra Leigh Saulsbury                                  | 3 931                                                   | 1,6                                                     |
| Total des votes                                         | Total des votes                                         | Total des votes                                         | 252 038                                                 | 100 %                                                   |
|                                                         | Les Républicains conservent                             |                                                         |                                                         |                                                         |

### 2006
| Élection de 2006 du 2e district congressionnel du Texas | Élection de 2006 du 2e district congressionnel du Texas | Élection de 2006 du 2e district congressionnel du Texas | Élection de 2006 du 2e district congressionnel du Texas | Élection de 2006 du 2e district congressionnel du Texas |
| ------------------------------------------------------- | ------------------------------------------------------- | ------------------------------------------------------- | ------------------------------------------------------- | ------------------------------------------------------- |
| Parti                                                   | Parti                                                   | Candidat                                                | Votes                                                   | %                                                       |
|                                                         | Républicain                                             | Ted Poe (sortant)                                       | 104 099                                                 | 68,0                                                    |
|                                                         | Démocrate                                               | Gary Binderim                                           | 46 303                                                  | 30,2                                                    |
|                                                         | Libertarien                                             | Justo Perez                                             | 2 668                                                   | 1,7                                                     |
| Total des votes                                         | Total des votes                                         | Total des votes                                         | 153 070                                                 | 100 %                                                   |
|                                                         | Les Républicains conservent                             |                                                         |                                                         |                                                         |

### 2008
| Élection de 2008 du 2e district congressionnel du Texas | Élection de 2008 du 2e district congressionnel du Texas | Élection de 2008 du 2e district congressionnel du Texas | Élection de 2008 du 2e district congressionnel du Texas | Élection de 2008 du 2e district congressionnel du Texas |
| ------------------------------------------------------- | ------------------------------------------------------- | ------------------------------------------------------- | ------------------------------------------------------- | ------------------------------------------------------- |
| Parti                                                   | Parti                                                   | Candidat                                                | Votes                                                   | %                                                       |
|                                                         | Républicain                                             | Ted Poe (sortant)                                       | 175 101                                                 | 88,9                                                    |
|                                                         | Libertarien                                             | Craig Wolfe                                             | 21 813                                                  | 11,1                                                    |
| Total des votes                                         | Total des votes                                         | Total des votes                                         | 196 914                                                 | 100 %                                                   |
|                                                         | Les Républicains conservent                             |                                                         |                                                         |                                                         |

### 2010
| Élection de 2010 du 2e district congressionnel du Texas | Élection de 2010 du 2e district congressionnel du Texas | Élection de 2010 du 2e district congressionnel du Texas | Élection de 2010 du 2e district congressionnel du Texas | Élection de 2010 du 2e district congressionnel du Texas |
| ------------------------------------------------------- | ------------------------------------------------------- | ------------------------------------------------------- | ------------------------------------------------------- | ------------------------------------------------------- |
| Parti                                                   | Parti                                                   | Candidat                                                | Votes                                                   | %                                                       |
|                                                         | Républicain                                             | Ted Poe (sortant)                                       | 130 020                                                 | 88,6                                                    |
|                                                         | Libertarien                                             | David Smith                                             | 16 711                                                  | 11,4                                                    |
| Total des votes                                         | Total des votes                                         | Total des votes                                         | 146 731                                                 | 100 %                                                   |
|                                                         | Les Républicains conservent                             |                                                         |                                                         |                                                         |

### 2012
| Élection de 2012 du 2e district congressionnel du Texas | Élection de 2012 du 2e district congressionnel du Texas | Élection de 2012 du 2e district congressionnel du Texas | Élection de 2012 du 2e district congressionnel du Texas | Élection de 2012 du 2e district congressionnel du Texas |
| ------------------------------------------------------- | ------------------------------------------------------- | ------------------------------------------------------- | ------------------------------------------------------- | ------------------------------------------------------- |
| Parti                                                   | Parti                                                   | Candidat                                                | Votes                                                   | %                                                       |
|                                                         | Républicain                                             | Ted Poe (sortant)                                       | 159 664                                                 | 64,8                                                    |
|                                                         | Démocrate                                               | Jim Dougherty                                           | 80 512                                                  | 32,7                                                    |
|                                                         | Libertarien                                             | Kenneth Duncan                                          | 4 140                                                   | 1,7                                                     |
|                                                         | Vert                                                    | Mark A. Roberts                                         | 2 012                                                   | 0,8                                                     |
| Total des votes                                         | Total des votes                                         | Total des votes                                         | 246 328                                                 | 100 %                                                   |
|                                                         | Les Républicains conservent                             |                                                         |                                                         |                                                         |

### 2014
| Élection de 2014 du 2e district congressionnel du Texas | Élection de 2014 du 2e district congressionnel du Texas | Élection de 2014 du 2e district congressionnel du Texas | Élection de 2014 du 2e district congressionnel du Texas | Élection de 2014 du 2e district congressionnel du Texas |
| ------------------------------------------------------- | ------------------------------------------------------- | ------------------------------------------------------- | ------------------------------------------------------- | ------------------------------------------------------- |
| Parti                                                   | Parti                                                   | Candidat                                                | Votes                                                   | %                                                       |
|                                                         | Républicain                                             | Ted Poe (sortant)                                       | 101 936                                                 | 67,9                                                    |
|                                                         | Démocrate                                               | Niko Letsos                                             | 44 462                                                  | 29,6                                                    |
|                                                         | Libertarien                                             | James Veasaw                                            | 2 316                                                   | 1,5                                                     |
|                                                         | Vert                                                    | Mark Roberts                                            | 1 312                                                   | 0,9                                                     |
| Total des votes                                         | Total des votes                                         | Total des votes                                         | 150 026                                                 | 100 %                                                   |
|                                                         | Les Républicains conservent                             |                                                         |                                                         |                                                         |

### 2016
| Élection de 2014 du 2e district congressionnel du Texas | Élection de 2014 du 2e district congressionnel du Texas | Élection de 2014 du 2e district congressionnel du Texas | Élection de 2014 du 2e district congressionnel du Texas | Élection de 2014 du 2e district congressionnel du Texas |
| ------------------------------------------------------- | ------------------------------------------------------- | ------------------------------------------------------- | ------------------------------------------------------- | ------------------------------------------------------- |
| Parti                                                   | Parti                                                   | Candidat                                                | Votes                                                   | %                                                       |
|                                                         | Républicain                                             | Ted Poe (sortant)                                       | 168 692                                                 | 60,6                                                    |
|                                                         | Démocrate                                               | Pat Bryan                                               | 100 231                                                 | 36,0                                                    |
|                                                         | Libertarien                                             | James Veasaw                                            | 6 429                                                   | 2,3                                                     |
|                                                         | Vert                                                    | Joshua Darr                                             | 2 884                                                   | 1,0                                                     |
| Total des votes                                         | Total des votes                                         | Total des votes                                         | 278 236                                                 | 100 %                                                   |
|                                                         | Les Républicains conservent                             |                                                         |                                                         |                                                         |

### 2018
| Élection de 2018 du 2e district congressionnel du Texas | Élection de 2018 du 2e district congressionnel du Texas | Élection de 2018 du 2e district congressionnel du Texas | Élection de 2018 du 2e district congressionnel du Texas | Élection de 2018 du 2e district congressionnel du Texas |
| ------------------------------------------------------- | ------------------------------------------------------- | ------------------------------------------------------- | ------------------------------------------------------- | ------------------------------------------------------- |
| Parti                                                   | Parti                                                   | Candidat                                                | Votes                                                   | %                                                       |
|                                                         | Républicain                                             | Dan Crenshaw                                            | 139 188                                                 | 52,8                                                    |
|                                                         | Démocrate                                               | Todd Litton                                             | 119 992                                                 | 45,6                                                    |
|                                                         | Libertarien                                             | Patrick Gunnels                                         | 2 373                                                   | 0,9                                                     |
|                                                         | Indépendant                                             | Scott Cubbler                                           | 1 839                                                   | 0,7                                                     |
| Total des votes                                         | Total des votes                                         | Total des votes                                         | 263 392                                                 | 100 %                                                   |
|                                                         | Les Républicains conservent                             |                                                         |                                                         |                                                         |

### 2020
| Élection de 2020 du 2e district congressionnel du Texas | Élection de 2020 du 2e district congressionnel du Texas | Élection de 2020 du 2e district congressionnel du Texas | Élection de 2020 du 2e district congressionnel du Texas | Élection de 2020 du 2e district congressionnel du Texas |
| ------------------------------------------------------- | ------------------------------------------------------- | ------------------------------------------------------- | ------------------------------------------------------- | ------------------------------------------------------- |
| Parti                                                   | Parti                                                   | Candidat                                                | Votes                                                   | %                                                       |
|                                                         | Républicain                                             | Dan Crenshaw (sortant)                                  | 192 828                                                 | 55,6                                                    |
|                                                         | Démocrate                                               | Sima Ladjevardian                                       | 148 374                                                 | 42,8                                                    |
|                                                         | Libertarien                                             | Elliott Scheirman                                       | 5 524                                                   | 1,6                                                     |
| Total des votes                                         | Total des votes                                         | Total des votes                                         | 346 726                                                 | 100 %                                                   |
|                                                         | Les Républicains conservent                             |                                                         |                                                         |                                                         |

### 2022
| Primaire Républicaine de 2022 du 2e district congressionnel du Texas | Primaire Républicaine de 2022 du 2e district congressionnel du Texas | Primaire Républicaine de 2022 du 2e district congressionnel du Texas | Primaire Républicaine de 2022 du 2e district congressionnel du Texas | Primaire Républicaine de 2022 du 2e district congressionnel du Texas |
| -------------------------------------------------------------------- | -------------------------------------------------------------------- | -------------------------------------------------------------------- | -------------------------------------------------------------------- | -------------------------------------------------------------------- |
| Parti                                                                | Parti                                                                | Candidat                                                             | Votes                                                                | %                                                                    |
|                                                                      | Républicain                                                          | Dan Crenshaw (sortant)                                               | 45 863                                                               | 74,5                                                                 |
|                                                                      | Républicain                                                          | Jameson Ellis                                                        | 10 195                                                               | 16,6                                                                 |
|                                                                      | Républicain                                                          | Martin Etwop                                                         | 2 785                                                                | 4,5                                                                  |
|                                                                      | Républicain                                                          | Milam Langella                                                       | 2 741                                                                | 4,5                                                                  |

| Primaire Démocrate de 2022 du 2e district congressionnel du Texas | Primaire Démocrate de 2022 du 2e district congressionnel du Texas | Primaire Démocrate de 2022 du 2e district congressionnel du Texas | Primaire Démocrate de 2022 du 2e district congressionnel du Texas | Primaire Démocrate de 2022 du 2e district congressionnel du Texas |
| ----------------------------------------------------------------- | ----------------------------------------------------------------- | ----------------------------------------------------------------- | ----------------------------------------------------------------- | ----------------------------------------------------------------- |
| Parti                                                             | Parti                                                             | Candidat                                                          | Votes                                                             | %                                                                 |
|                                                                   | Démocrate                                                         | Robin Fulford                                                     | 17 160                                                            | 100%                                                              |

| Élection de 2022 du 2e district congressionnel du Texas | Élection de 2022 du 2e district congressionnel du Texas | Élection de 2022 du 2e district congressionnel du Texas | Élection de 2022 du 2e district congressionnel du Texas | Élection de 2022 du 2e district congressionnel du Texas |
| ------------------------------------------------------- | ------------------------------------------------------- | ------------------------------------------------------- | ------------------------------------------------------- | ------------------------------------------------------- |
| Parti                                                   | Parti                                                   | Candidat                                                | Votes                                                   | %                                                       |
|                                                         | Républicain                                             | Dan Crenshaw (sortant)                                  | 151 791                                                 | 65,9                                                    |
|                                                         | Démocrate                                               | Robin Fulford                                           | 78 496                                                  | 34,1                                                    |
| Total des votes                                         | Total des votes                                         | Total des votes                                         | 230 287                                                 | 100 %                                                   |
|                                                         | Les Républicains conservent                             |                                                         |                                                         |                                                         |

### 2024
| Primaire Républicaine de 2024 du 2e district congressionnel du Texas | Primaire Républicaine de 2024 du 2e district congressionnel du Texas | Primaire Républicaine de 2024 du 2e district congressionnel du Texas | Primaire Républicaine de 2024 du 2e district congressionnel du Texas | Primaire Républicaine de 2024 du 2e district congressionnel du Texas |
| -------------------------------------------------------------------- | -------------------------------------------------------------------- | -------------------------------------------------------------------- | -------------------------------------------------------------------- | -------------------------------------------------------------------- |
| Parti                                                                | Parti                                                                | Candidat                                                             | Votes                                                                | %                                                                    |
|                                                                      | Républicain                                                          | Dan Crenshaw (sortant)                                               | 40 379                                                               | 59,5                                                                 |
|                                                                      | Républicain                                                          | Jameson Ellis                                                        | 27 482                                                               | 40,5                                                                 |

| Primaire Démocrate de 2024 du 2e district congressionnel du Texas | Primaire Démocrate de 2024 du 2e district congressionnel du Texas | Primaire Démocrate de 2024 du 2e district congressionnel du Texas | Primaire Démocrate de 2024 du 2e district congressionnel du Texas | Primaire Démocrate de 2024 du 2e district congressionnel du Texas |
| ----------------------------------------------------------------- | ----------------------------------------------------------------- | ----------------------------------------------------------------- | ----------------------------------------------------------------- | ----------------------------------------------------------------- |
| Parti                                                             | Parti                                                             | Candidat                                                          | Votes                                                             | %                                                                 |
|                                                                   | Démocrate                                                         | Peter Filler                                                      | 17 044                                                            | 100%                                                              |

| Élection de 2024 du 2e district congressionnel du Texas | Élection de 2024 du 2e district congressionnel du Texas | Élection de 2024 du 2e district congressionnel du Texas | Élection de 2024 du 2e district congressionnel du Texas | Élection de 2024 du 2e district congressionnel du Texas |
| ------------------------------------------------------- | ------------------------------------------------------- | ------------------------------------------------------- | ------------------------------------------------------- | ------------------------------------------------------- |
| Parti                                                   | Parti                                                   | Candidat                                                | Votes                                                   | %                                                       |
|                                                         | Républicain                                             | Dan Crenshaw (sortant)                                  | 214 631                                                 | 65,7                                                    |
|                                                         | Démocrate                                               | Peter Filler                                            | 112 252                                                 | 34,3                                                    |
| Total des votes                                         | Total des votes                                         | Total des votes                                         | 214 321                                                 | 100 %                                                   |
|                                                         | Les Républicains conservent                             |                                                         |                                                         |                                                         |